# Isole del Porcospino
Le Isole del Porcospino sono un arcipelago di cinque isole che si trovano negli stretti di Mount Desert nella Baia di Frenchman a Bar Harbor, nel Maine. Esse sono:
- Sheep Porcupine Island
- Burnt Porcupine Island
- Rum Key
- Long Porcupine Island
- Bald Porcupine Island.

Bar Island, che fa parte della medesima formazione geologica, viene anch'essa occasionalmente considerata parte delle Isole del Porcospino. Tutte le isole, eccetto Burnt Porcupine, sono gestite dal National Park Service tramite l'Acadia National Park (che si trova sulla maggiore Mount Desert Island). Le isole fungono anche da base per i nidi di numerosi uccelli marini, come l'aquila di mare testabianca. Alle isole si può accedere a mezzo imbarcazioni personali quali kayak o canoe, oppure su imbarcazioni locali che fanno il giro delle isole.

## Storia
Le Isole del Porcospino furono utilizzate durante la guerra franco-indiana, come luogo di agguato dalle navi francesi, che attendevano le navi britanniche di passaggio per attaccarle. Durante il proibizionismo, i contrabbandieri di rum andavano avanti e indietro dal Canada agli Stati Uniti d'America, nascondendo il rum da contrabbandare su Rum Key.

## Etimologia
Il nome "Isole del Porcospino" è stato usato per descrivere le isole fin dal tardo XVIII secolo ed è dovuto alla forma arrotondata delle isole e alla parvenza di aghi che i pini dell'isola le danno.
| Sheep Porcupine Island | Pecore vi furono ricoverate una volta durante l'incendio del 1947                        |
| Burnt Porcupine Island | Le rocce che ne formano la base paiono carbone                                           |
| Long Porcupine Island  | Si tratta dell'isola più grande di tutte (circa 130 acri) ed è praticamente rettangolare |
| Bald Porcupine Island  | Fu ripulita una volta per farvi pascolare greggi, lasciandola nuda                       |
| Rum Key                | Usata per immagazzinare temporaneamente il rum di contrabbando durante il proibizionismo |